# 徐箭
徐箭（1975年10月26日—），中国男演员。2010年凭借电影《惊天动地》中“张向川”一角获得大众电影百花奖最佳新人。